# Gornji Križ

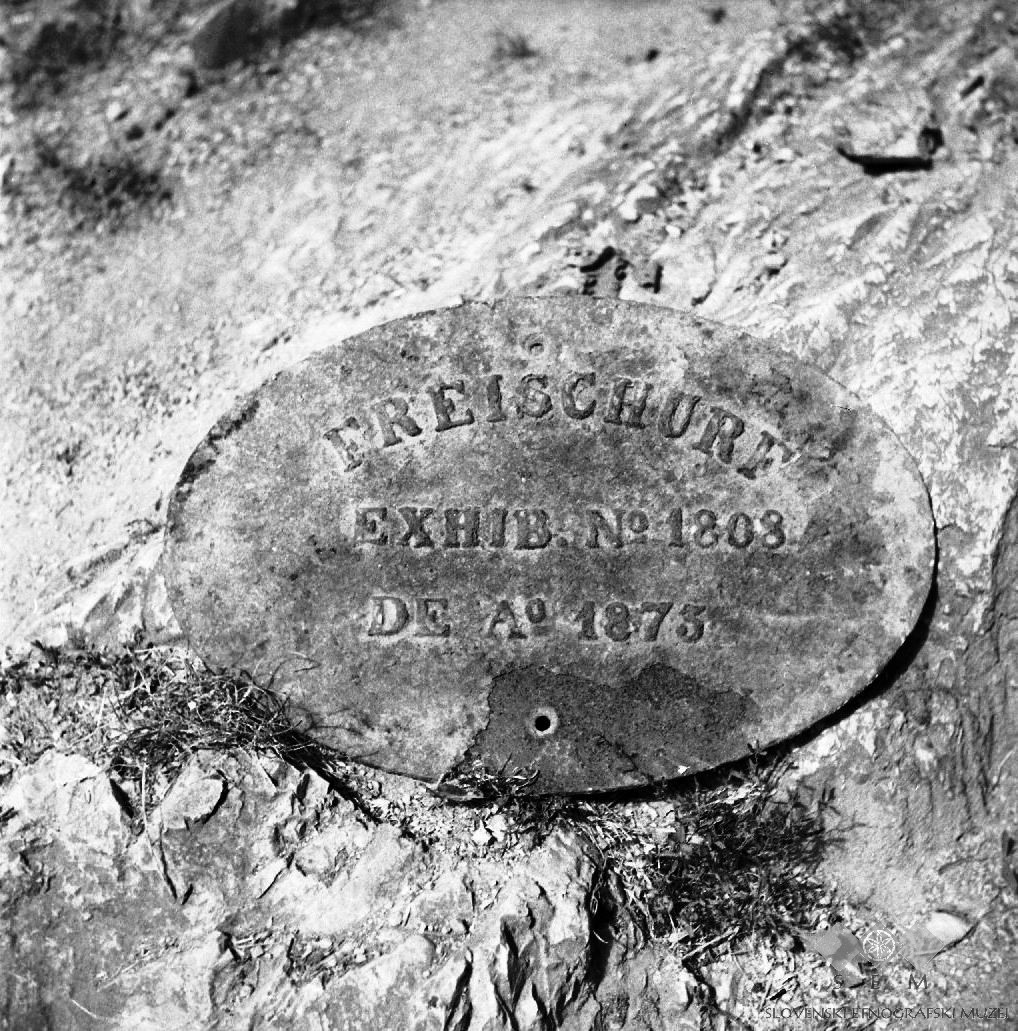
Gornji Križ - żelazna tablica.

Gornji Križ – wieś w Słowenii, w gminie Žužemberk. W 2018 roku liczyła 46 mieszkańców.